# Mitrydates III (Partia)
Mitrydates III – król Partii, który panował od 58 lub 57 r. p.n.e. do 55 lub 54 r. p.n.e. Przy pomocy swojego brata Orodesa zamordował ojca – Fraatesa III i objął po nim tron. W trakcie swojego krótkiego panowania toczył walki ze swoim bratem Orodesem, który zdołał go w końcu uwięzić i zabić.